# Barisciano
Barisciano község (comune) Olaszország Abruzzo régiójában, L’Aquila megyében.

## Fekvése
A megye északi részén fekszik. Határai: Castelvecchio Calvisio, Fossa, L’Aquila, Poggio Picenze, Prata d’Ansidonia, San Demetrio ne’ Vestini, San Pio delle Camere és Santo Stefano di Sessanio.

## Története
Első írásos említése a 8. századból származik. A következő századokban nemesi birtok volt. Önállóságát a 19. század elején nyerte el, amikor a Nápolyi Királyságban felszámolták a feudalizmust.

## Népessége
A népesség számának alakulása:

## Főbb látnivalói
- San Colombo-templom
- San Flaviano-templom
- Santa Maria di Valleverde-templom
- Santa Maria della Consolazione-templom
- S.S. Trinità-templom